# Magomed Ibragimov (luchador, 1985)
Magomed Ibragimov (en ruso: Магомед Ибрагимов; Irib, URSS, 2 de junio de 1985) es un deportista uzbeko de origen daguestano que compitió en lucha libre.
Participó en dos Juegos Olímpicos de Verano, en los años 2016 y 2020, obteniendo una medalla de bronce en Río de Janeiro 2016, en la categoría de 97 kg. Ganó una medalla de bronce en los Juegos Asiáticos de 2018 y dos medallas de oro en el Campeonato Asiático de Lucha, en los años 2017 y 2018.

## Palmarés internacional
| Juegos Olímpicos    | Juegos Olímpicos        | Juegos Olímpicos  | Juegos Olímpicos |
| Año                 | Lugar                   | Medalla           | Categoría        |
| ------------------- | ----------------------- | ----------------- | ---------------- |
| 2016                | Río de Janeiro (Brasil) | Medalla de bronce | 97 kg            |
| Juegos Asiáticos    |                         |                   |                  |
| Año                 | Lugar                   | Medalla           | Categoría        |
| 2018                | Yakarta (Indonesia)     | Medalla de bronce | 97 kg            |
| Campeonato Asiático |                         |                   |                  |
| Año                 | Lugar                   | Medalla           | Categoría        |
| 2017                | Nueva Delhi (India)     | Medalla de oro    | 97 kg            |
| 2018                | Biskek (Kirguistán)     | Medalla de oro    | 97 kg            |